# الحارث بن عبد كلال
الحارث بن عبد كُلَال بن نَصر بن سَهْل بن عَرِيب بن عَبْد كُلَال بن عبيد بن فَهْد بن زيد الحِمْيري، أحد أقيال اليمن، كتب إليه النبي كتابًا، وقال ابن الأثير ليس له صحبة لأنه لم يرى النبي.

## إسلامه
تقول الروايات أنه أرسل بإسلامه إلى النبي وأقام باليمن، وقيل أنه وفد على النبي فأسلم فأعتقه وأفرشه رداءَه، وقال قبل أن يدخلَ عليه: «يَدْخُلُ عَلَيْكُمْ مِنْ هَذَا الفجِّ رَجُلٌ كَرِيمُ الجِذَيْنِ، صَبِيحُ الخَدَّيْنِ». ولكن الأشهر أن ملوك حِمْير أرسلوا كتابًا إلى النبي بإسلامهم؛ ومنهم الحارث بن عبد كُلَال، فكتب النبي إليه وإلى أخويه نعيم بن عبد كلال وشرحبيل بن كلال كتابًا ذكر فرائض الصدقات والديات، وبعث إليهم عمرو بن حزم، وأمره أن يقرأ عليهم سورة البينة، وكان الكتاب:
| الحارث بن عبد كلال | أمّا بعد ذلكم فإنّه قد وَقَعَ بنا رَسولكم مَقْفَلَنا من أرض الرُّوم بالمدينة، فبلغ ما أرسلَّتم، وخَبَّر ما قِبَلكم، وأنبأنا بإسلامكم وقَتْلكم المشركين، فإنّ الله قد هداكم بهُداه إن أصلحتم وأطعتم الله ورسوله وأقمتم الصلاة وآتيتم الزكاة وأعطيتم من المغنم خُمْس الله وسهم النبيّ وَصَفِيَّه وما كتب على المؤمنين من الصدقة | الحارث بن عبد كلال |

.
وكتب إلى النبيّ صَلَّى الله عليه وسلم شعرًا يقول فيه: